# Naturama
Naturama («Натурама») — 13 эпизод 7 сезона мультсериала «Футурама». Североамериканская премьера состоялась 29 августа 2012 года.

## Сюжет
Эта серия состоит из трёх эпизодов, которые являются частью документального фильма о природе Земли «Дикая Вселенная», спродюсированного «Омикронианским страховым обществом». В каждом эпизоде все персонажи представлены в виде различных животных.

### Лососи
Персонажи изображены в виде лососей (за исключением Зойдберга, который показан речным лобстером). Приплыв из родного ручья в море, молодой лосось (Фрай) встречается во время купания в море с другой лососихой (Лила). Между ними возникает симпатия. Лила отвергает ухаживания другого лосося (Зепп Бранниган) и обещает спариться с Фраем, когда придёт положенное время. Однако, когда приходит час возвращаться в ручей, оказывается, что Лила родилась в соседнем ручье, из-за чего они вынуждены расстаться (инстинкт не позволяет лососю плыть в чужой ручей). Зепп, который родом из того же ручья, откуда и Лила, уже готовится оплодотворить отложенную Лилой икру, но он оказывается пойманным и съеденным гризли Бррр (Лррр). Ради Лилы Фрай перепрыгивает из своей реки в реку Лилы, но не долетает и застревает на камнях, разделяющих обе реки. Его также ловит Бррр, но в этот момент появляется самка гризли (Нднд), которая начинает спорить с Бррром из-за слишком большого количества рыбы, из-за чего Бррр неохотно отпускает Фрая в ручей. Фрай достигает Лилы и оплодотворяет её яйца, после чего они оба умирают вместе с другими лососями.

### Черепаха с острова Пинты
Профессор Фарнсворт представлен в образе последней в своём роде Абингдонской слоновой черепахи с острова Пинты по имени Одинокий Хьюберт. Этот факт заставляет его друзей-животных — зябликов Дарвина (Фрай, Лила, Гермес и Эми) и морскую игуану (Бендер) — убедить его найти супругу и дать потомство, чтобы его вид продолжил существование. Одинокий Хьюберт в поисках самки отправляется на вершину холма, где, по его воспоминаниям, он когда-то встречал самку своего подвида. После 18-месячного путешествия, в ходе которого сменяется несколько поколений зябликов, Одинокий Хьюберт наконец приходит, но по ошибке он начинает спариваться с лежащим рядом камнем, похожим на черепаху. В этот момент появляется настоящая черепаха (Мамочка), которая в порыве ревности к камню сталкивает его с холма. Затем черепахи спариваются, а потом самка откладывает три яйца и Одинокий Хьюберт с чувством выполненного долга уходит. Несколько месяцев спустя из яиц вылупляются маленькие черепашки (Уолт, Ларри и Игнар), которые тут же скатываются вниз с холма, туда, куда откатился камень. Камень падает на черепашек, раздавливая их, что приводит к вымиранию подвида.

### Морские слоны
Альфа-самец колонии морских слонов (Бендер) благодаря своему огромному весу занимает доминирующее положение в стае и может свободно спариваться с десятками самок, в то время как остальные самцы (Фрай, Гермес, Фарнсворт) остаются ни с чем. Один из морских слонов (Киф) не согласен с существующим положением и хочет добиться внимания одной из самок (Эми). Фарнсворт подкидывает ему идею — ухаживать за самкой, пока альфа-самец спит. Киф добивается расположения Эми, принеся ей в подарок кальмара (Зойдберг). Они начинают спариваться. Но вскоре Бендер замечает их и, запугивая Кифа, требует от него убраться. Рассерженный Киф вызывает Бендера на поединок за положение в стае, но Бендер быстро его одолевает и забивает до смерти. Но, пока шёл поединок, другие самцы успели спариться с самками и получить от них потомство.

### Эпилог
После окончания документального фильма идёт рекламное объявление. «Омикронианское страховое общество» «А вы застраховали свою планету?». После чего флот космических кораблей уничтожает Землю.

## Интересные факты
- Эпизод был посвящён Одинокому Джорджу, последнему известному представителю Абгидонской слоновой черепахи, который умер 24 июня 2012 года, так и не дав потомства.
- Фрай-зяблик после путешествия на вершину холма наглядно демонстрирует теорию эволюции, разработанную Чарльзом Дарвином именно на примере галапагосских зябликов.
- Закадровый голос в конце первой части замечает, что «Бесконечный цикл жизни подходит к концу — бессмысленному и мрачному». Однако в серии не упоминается одна из особенностей жизненного цикла лосося. В момент нереста поколение родителей откладывает икру и умирает, создавая в месте нереста множество разлагающейся биомассы, которой в первое время жизни питаются родившиеся мальки, в этом смысле жизненный цикл лосося никак нельзя назвать бессмысленным.